# سیوخسو مرادخان
سیوخسو مرادخان، روستایی از توابع بخش غلامان شهرستان راز و جرگلان در استان خراسان شمالی ایران است.

## جمعیت
این روستا در دهستان غلامان قرار دارد و براساس سرشماری مرکز آمار ایران در سال ۱۳۸۵، جمعیت آن ۶۳۳ نفر (۱۴۷خانوار) بوده‌است.

## زبان
این روستا از روستا های کرد نشین راز و جرگلان است و مردم آن به زبان کردی حرف می زنند.